# Кутушівська сільська рада
Куту́шівська сільська рада (рос. Кутушевский сельский совет) — сільське поселення у складі Новосергієвського району Оренбурзької області Росії.
Адміністративний центр — село Кутуш.

## Населення
Населення — 477 осіб (2019; 544 в 2010, 540 у 2002).

## Склад
До складу сільської ради входять:
| Населений пункт     | Населення, осіб (2002) | Населення, осіб (2010) |
| ------------------- | ---------------------- | ---------------------- |
| Караяр, село        | 95                     | 93                     |
| Кутуш, село         | 293                    | 314                    |
| Старогумірово, село | 152                    | 137                    |